# フィジー王国

フィジー王国
Matanitu o Viti

フィジー王国（フィジーおうこく、フィジー語: Matanitu o Viti）は、現在のフィジーに3年間存在した君主制国家である。
1871年から1874年まで存在し、フィジー国王はセル・エペニサ・ザコンバウであった。